# Grupo Alfa
El Grupo Alfa (en ruso: Группа Альфа) es una unidad antiterrorista de operaciones especiales del Servicio Federal de Seguridad (FSB) de la Federación de Rusia y, antiguamente, del KGB de la Unión Soviética. 
Yuri Andrópov cuando fue director de la KGB, entre 1967 y 1982, ordenó el 29 de julio de 1974 la creación de las fuerzas especiales de esta organización y fueron denominadas como Grupo Alfa. Entre sus misiones especiales más importantes se destaca la Operación Tormenta-333, realizada en 1979, en la cual derrocaron a Hafizullah Amín, el dictador de Afganistán. Tras la caída de la URSS el Grupo Alfa es controlado por uno de los organismos sucesores de la KGB: el FSB.

## Durante la Unión Soviética
Inicialmente, esta unidad antiterrorista de propósito especial estuvo involucrada en operaciones delicadas que requerían que sus miembros tuvieran un conjunto de habilidades únicas. A lo largo de la década de 1980, Alfa se desplegó cada vez más a nivel nacional para responder a un número creciente de situaciones de toma de rehenes, incluidos al menos dos casos que involucraron la toma de edificios y la toma de rehenes por grupos violentos de desertores del ejército soviético, así como otras organizaciones armadas. En particular, el secuestro en 1983 del vuelo 6833 de Aeroflot en Tbilisi, República Socialista Soviética de Georgia, se frustró cuando Alfa asaltó el avión, matando a tres y capturando a otros tres secuestradores que intentaban escapar hacia el oeste, lo que también resultó en la pérdida de cinco rehenes. La unidad también se involucró en los conflictos étnicos en toda la Unión Soviética a fines de la década de 1980 y principios de la de 1990. Alfa también se utilizó como la "punta de lanza" de las operaciones de contrainteligencia de la KGB, interceptando operaciones de inteligencia hostiles en territorio soviético y capturando espías enemigos como el agente de la CIA Adolf Tolkachev en 1985. 

#### Operaciones en el extranjero
Pronto, a Alfa se le asignaron misiones que excedían con creces su alcance formal. El 27 de diciembre de 1979, el líder soviético Leonid Brézhnev lanzó una intervención militar sorpresa y una operación de cambio de régimen en la República Democrática de Afganistán. Las fuerzas soviéticas, incluidos los comandos de la KGB, se habían infiltrado en el país para proteger la embajada soviética y principalmente derrocar al dictador Amín. Rápidamente aseguraron importantes instituciones gubernamentales en todo Kabul. Entre esas instituciones se encontraba el Palacio de Tajbeg, donde, durante un asalto de 34 minutos, asesinaron con éxito al dictador Hafizullah Amin. El asalto al Palacio de Tajbeg recibió el nombre de Operación Tormenta-333 e involucró una fuerza combinada de paracaidistas aerotransportados soviéticos (VDV) y grupos de fuerzas especiales del GRU y la KGB, incluidos 24 hombres del destacamento "Trueno" del Grupo Alfa. El destacamento Alfa vestía uniformes afganos y estaba encabezado por Grigoriy Boyárinov, comandante de la escuela de operaciones especiales del Departamento 8 de la KGB. El éxito de la operación marcó el comienzo de la guerra afgana-soviética de diez años y, posteriormente, la amplia participación del Grupo Alfa durante todo el conflicto.

### Disolución de la Unión Soviética

#### Intervención en los países bálticos
El 11 de marzo de 1990, el Consejo Supremo de la República Socialista Soviética de Lituania hizo pública su intención de separarse de la Unión Soviética y restablecer la República independiente de Lituania. Como resultado de este pronunciamiento, el 9 de enero de 1991, el liderazgo soviético envió al Grupo Alfa para sofocar el movimiento de independencia y mantener el estatus de Lituania como república soviética. Este intento de restablecer el dominio soviético culminó con la toma violenta de la torre de televisión de Vilnius el 13 de enero de 1991, durante la cual las fuerzas soviéticas mataron a 13 manifestantes lituanos desarmados, así como a un operativo Alfa (el teniente Víktor Shátskij, que aparentemente fue baleado por la espalda por fuego amigo).

#### Intento de golpe de Estado soviético de 1991
Durante los eventos del intento de golpe de Estado soviético en agosto de 1991, el oficial al mando del Grupo Alfa, el general Karpujin, fue conminado por el presidente de la KGB, Vladímir Kriuchkov, para ingresar por la fuerza a la Casa Blanca, el parlamento interino de Rusia, después de que los paracaidistas aseguraran la entrada, para eliminar al presidente de la RSFS de Rusia, Borís Yeltsin, y varios otros líderes antigolpistas que se encontraban reunidos allí. Además del Grupo Alfa, el General Karpujin también recibió la autoridad del Grupo Vega (Výmpel), elementos del regimiento Aerotransportado soviético, Tropas internas, unidades especiales de la División Dzerzhinsky (OMSDON), unidades movilizadas del OMON de Moscú, tres compañías de tanques, y un escuadrón de helicópteros. El comandante adjunto aerotransportado, Aleksandr Lébed, y otros oficiales de alto rango que se mezclaron con la multitud de manifestantes antigolpistas más cercanos a la Casa Blanca llevaron a cabo un análisis in situ del área. Hubo un consenso general entre los oficiales militares que se reunieron ese día, como lo demuestran sus declaraciones meses después del fallido intento de golpe de Estado, de que si hubieran cumplido con su esfuerzo, habría tenido éxito. Los objetivos declarados de la misión podrían haberse alcanzado en no más de media hora, pero habría tenido un costo humano muy alto. Poco después de que se hiciera su evaluación, el general Karpujin y Borís Beskov de Vympel convencieron al vicepresidente de la KGB, Gennady Ageyev, de que una operación tan arriesgada debería cancelarse.

## Con la Federación de Rusia

#### Crisis constitucional rusa de 1993
En 1993, durante la crisis constitucional rusa, Yeltsin, quien para ese entonces era presidente de la Federación de Rusia, usó a Alfa y Výmpel durante un enfrentamiento en el centro de Moscú contra las fuerzas parlamentarias que estaban del lado del vicepresidente Aleksandr Rutskói (declarándolo un presidente en funciones). La facción pro-parlamento se había apoderado de la Casa Blanca rusa, junto con varios diputados del Soviet Supremo que habían sido tomados como rehenes. Yeltsin ordenó a las tropas rusas que asaltaran el edificio, incluidos elementos de los paracaidistas, los Grupos Alfa y Výmpel, las fuerzas terrestres rusas y la unidad de fuerzas especiales de las Tropas Internas, Vítyaz. Sin embargo, las tropas Alfa inicialmente se negaron a atacar la Casa Blanca, supuestamente llevando a su comandante, el general Zaitsev, al borde del suicidio por la abierta insubordinación de sus tropas ante una orden presidencial. Cuando una de las tropas Alfa, el teniente Serguéiev, que estaba cerca de la Casa Blanca, fue mortalmente herido por disparos de francotiradores desde el cercano Hotel Ukraina, la unidad finalmente accedió a moverse. La crisis terminó cuando las fuerzas de Yeltsin, paracaidistas apoyados por tanques y vehículos blindados de transporte de personal, asaltaron y tomaron la Casa Blanca el 4 de octubre de 1993, matando a decenas, y posiblemente cientos, de personas, y asegurando la victoria total de la facción de Yeltsin. Al final, Rutskói y los otros líderes de la facción anti-Yeltsin, negociaron su rendición a las tropas Alfa, que habían entrado en el edificio bombardeado y en llamas después de que cesó el tiroteo, y los llevaron , junto con los diputados del Soviet Supremo detenidos, a la prisión de Lefortovo.

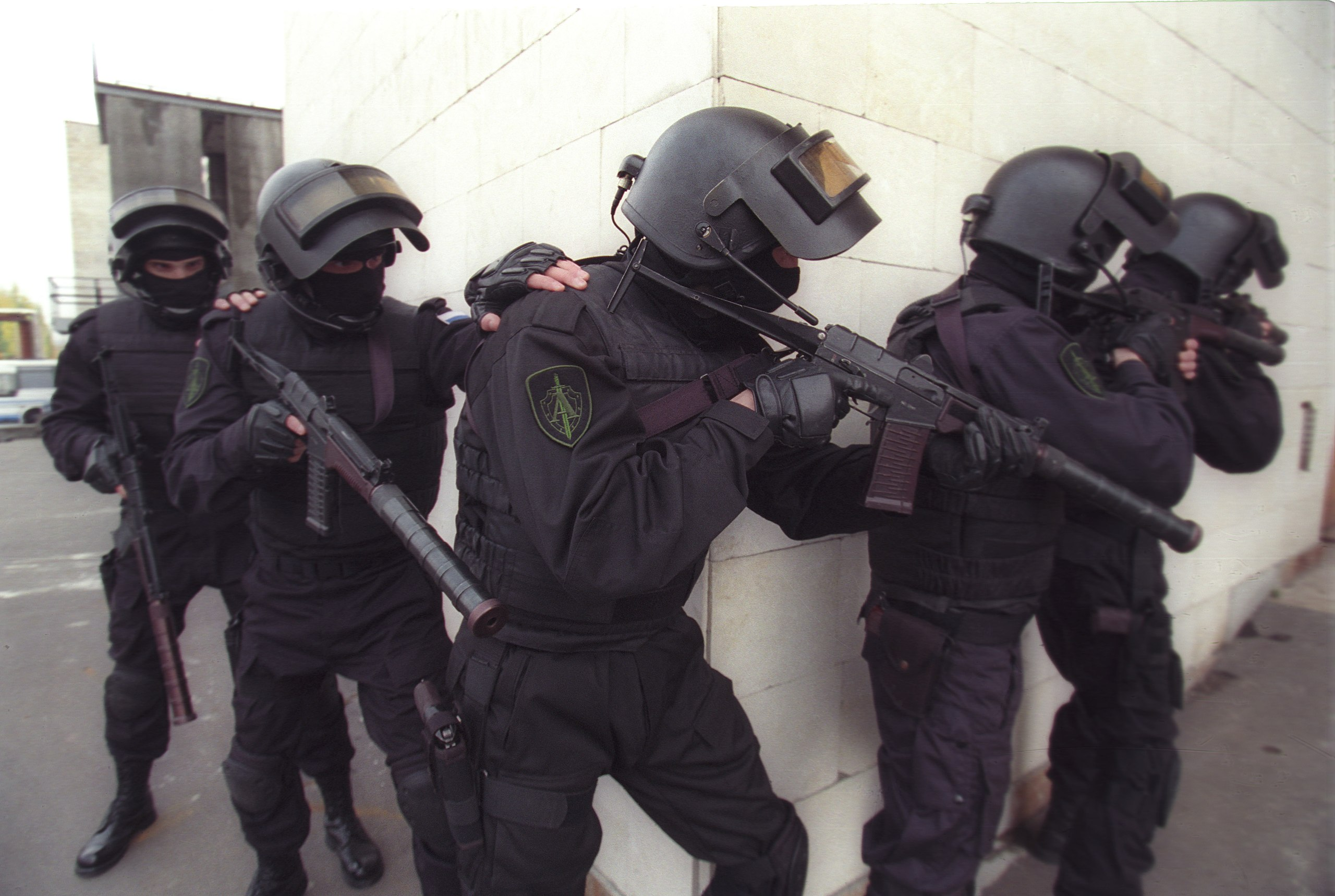
Entrenamiento del grupo Alfa

#### Conflictos en Chechenia y el norte del Cáucaso
El Grupo Alfa estuvo involucrado en la primera guerra chechena de 1994-1996, luego de la declaración de independencia de los chechenos de la RSFS de Rusia y a continuación de la Unión Soviética en 1990-1991. Tropas Alfa sirvieron en "grupos antiterroristas móviles" (mobílnye gruppy antiterrora), además de proporcionar seguridad para el complejo del gobierno checheno pro-Moscú y la sede regional del FSB en Grozni, la capital chechena. 
Alfa estuvo activo durante la segunda guerra chechena que comenzó en 1999, así como durante la subsiguiente insurgencia en el Cáucaso Norte. Durante la Batalla de Komsomólskoye de 2000, se desplegaron francotiradores Alfa adscritos al Grupo Occidental de fuerzas federales de Vladímir Shamánov en un intento de reprimir a los francotiradores de Ruslán Gueláiev en la aldea. Según los veteranos de la unidad, las operaciones en las que participó Alfa llevaron al arresto del comandante checheno Salman Radúiev en 2000, el asesinato del comandante checheno Arbi Baráiev en 2001 o el asesinato del presidente separatista checheno Aslán Masjádov en 2005. 

#### Crisis masivas de rehenes
El grupo jugó un papel decisivo en los intentos del gobierno ruso de poner fin por la fuerza a una serie de incidentes masivos de crisis de rehenes, en los que grupos de chechenos y otros militantes separatistas tomaron rehenes. Cada uno de estos incidentes de alto perfil resultó en cientos de muertos y heridos entre los rehenes y, con la excepción del sitio de Moscú, pérdidas significativas entre el personal de la unidad.
En Budiónnovsk, dos intentos fallidos de asalto de Alfa y Výmpel mataron a decenas de rehenes en un gran desastre de relaciones públicas para el gobierno ruso, ya que la carnicería fue televisada en vivo en todo el país. En la primera, una redada antes del amanecer, solo 86 de los más de 1.500 rehenes fueron liberados, pero más de 30 rehenes murieron antes de que los operadores se vieran obligados a retirarse después de cuatro horas de enfrentamientos, que también resultaron en la muerte de varios hombres. en ambos lados. Posteriormente, el líder de los secuestradores, el comandante checheno Shamil Basáyev, acordó liberar a las mujeres embarazadas y lactantes y permitir que los servicios de emergencia apagaran un incendio en el edificio principal y recogieran y retiraran los cadáveres. El asalto se reanudó luego al mediodía e incluyó el uso de gas lacrimógeno; se detuvo después de más de una hora más tarde cuando Basáiev acordó liberar a mujeres embarazadas y lactantes, y permitir que los servicios de emergencia apaguen un incendio en el edificio principal y recojan y retiren los cadáveres. El asalto se reanudó al mediodía e incluyó el uso de gas lacrimógeno; se detuvo después de más de una hora cuando Basayev acordó liberar a las mujeres y los niños restantes. El número total de muertos fue de más de 120 personas incluyó a tres miembros Alfa.
En Pervomáyskoye, un pequeño asentamiento en las afueras de Kizlyar en Daguestán, el Grupo Alfa se mantuvo principalmente en reserva durante múltiples intentos fallidos de asalto encabezados por Vítyaz y el SOBR (una unidad de fuerzas especiales de la policía de Moscú), apoyados por tanques y vehículos blindados. Se llevaron a cabo más ataques con artillería pesada, incluidos lanzadores Grad que disparaban salvas de cohetes contra la aldea y apoyo de helicópteros de combate. Esta ofensiva a gran escala continuó durante tres días, hasta que los militantes chechenos se abrieron paso a través de las líneas de asedio en una fuga nocturna, escapando con muchos de los rehenes sobrevivientes en otra gran humillación para el Kremlin. 26 de los 150 rehenes perdieron la vida y en total el incidente resultó en más de 300 muertes, la mayoría entre las fuerzas rusas.
Otras acciones altamente controvertidas hicieron que la fuerza fuera susceptible de críticas en torno a la pérdida de vidas entre los rehenes.
El 23 de octubre de 2002, entre 40 y 50 terroristas chechenos fuertemente armados irrumpieron en el teatro Dubrovka de Moscú tomando 850 rehenes. El sábado 26 de octubre los servicios de seguridad bombearon un anestésico en aerosol, declarado más tarde por el ministro ruso de Salud, Yuri Shevchenko, que se basa en fentanilo, en el teatro a través del sistema de aire acondicionado. Fuerzas Alfa y Výmpel rodearon y atacaron el teatro entrando por varios puntos. El ataque químico del FSB provocó la muerte de al menos 129 rehenes y daños graves a la salud de muchos otros, sin embargo, fue aclamado por los oficiales del grupo como su "primera operación exitosa en años".
El 3 de septiembre de 2004, la escuela local de Beslán en Osetia del Norte, fue tomada por militantes de Ingushetia liderados por chechenos y posteriormente fue asaltada por las fuerzas especiales del FSB de Alfa y Výmpel. El asaltó de Beslán resultó ser particularmente sangriento y costó la vida a más de 333 personas, incluidos 186 niños (de 1 a 17 años), 111 familiares, invitados y amigos, 17 miembros del personal escolar y 10 miembros de Alfa.

## Selección y formación
Los candidatos a la unidad especial Alfa deben tener entre 22 y 27 años y medir 175 cm o más. Todo candidato inscrito, tenga o no experiencia militar o policial previa, empieza automáticamente de cero. El candidato debe tener una educación universitaria, debe estar preparado física y mentalmente, además de poseer un físico sano y altas cualidades morales y volitivas. 
Para convertirse en un miembro pleno del grupo, el candidato tiene que pasar tres años de formación. Durante el entrenamiento básico, pasan por una extenuante fase de entrenamiento de infantería, paracaidismo, buceo, puntería, manejo de vehículos blindados, aprendizaje de lenguas extranjeras o artes marciales. La gran actividad física y la movilización de todas las fuerzas del cuerpo son características de los ejercicios y entrenamientos de Alfa.

## Armamento

#### Rifles de asalto
- AK-74
- Fusil de asalto subacuático APS
- AS Val
- AK-12
- AK-105
- HK417

#### Ametralladoras ligeras
- PKP Pecheneg
- PKM

#### Rifles de francotirador
- Dragunov
- VSS Vintorez
- Accuracy International AWM
- Orsis T-5000

#### Subfusiles
- Heckler & Koch MP5
- PP-19 Bizon
- Brügger & Thomet MP9

#### Pistolas
- Glock 19
- Arsenal Firearms Strike One
- MP-443
- Pistola automática Stechkin
- Makárov PM